# FS Canis Majoris
Désignations
FS Canis Majoris (en abrégé FS CMa), également désignée HD 45677 ou MWC 142, est une étoile variable de type B de la constellation australe du Grand Chien. D'après la mesure de sa parallaxe annuelle par le satellite Gaia, elle est située à environ ∼ 1 870 a.l. (∼ 573 pc) de la Terre. La magnitude apparente de l'étoile a pu varier entre 7,35 et 8,58. Feinstein et al. ont signalé en 1976 que sa luminosité avait décru de 0,9 magnitude entre 1969 et 1976, alors qu'elle n'avait varié que de 0,3 magnitude les 70 années précédentes. Parfois la luminosité peut varier jusqu'à 0,5 magnitude au cours d'une année ou de 0,1 magnitude en une seule nuit, et les variations apparaissent ne pas présenter de période régulière.
FS Canis Majoris est le prototype de la classe des étoiles variables de type FS Canis Majoris, qui a été définie par l'astronome Anatoly Miroshnichenko. Ce sont des étoiles bleu-blanc qui montrent des raies en émission interdites, ce qui en fait des étoiles B[e], ainsi que de forts excès d'infrarouge, ce qui suggère que sont de très jeunes étoiles de la pré-séquence principale. Pourtant, elles ne sont pas situées dans des régions de formation stellaire, et elles ne semblent pas être non plus des étoiles qui ont évolué hors de la séquence principale et qui seraient devenues des géantes ou des supergéantes. On pense désormais que ce sont des étoiles sur la séquence principale qui ont absorbé ou qui absorbent de la matière, probablement d'une étoile compagnon, et qui sont entourées d'une coquille de poussières compacte. On pense que ces étoiles sont des contributrices significatives de la poussière du milieu interstellaire. FS Canis Majoris elle-même a été bien étudiée en raison de son disque de poussières, qui est incliné de 51° par rapport au plan du ciel. Il présente une lacune à 5 ua de l'étoile.
FS Canis Majoris est une étoile bleu-blanc de type spectral B2IV/V[e], cette notation indiquant qu'il s'agit d'une étoile B[e] sous-géante ou sur la séquence principale. Elle avait été précédemment classée avec des types allant de B2III à B2V et sa magnitude bolométrique est de -4,89. Cependant, une analyse poussée de son spectre en 2006 a prouvé qu'il s'agissait d'une étoile binaire, ce était déjà suspecté auparavant. Le système est estimé être de 1 250 à 8 000 fois plus lumineux que le Soleil. Un calcul donne des masses de 9,3 ± 0,5 M☉ pour l'étoile primaire et de 4,8 ± 0,9 M☉ pour l'étoile secondaire, ainsi que des rayons de 6,6 ± 0,5 R☉ et de 2,9 ± 0,6 R☉ et des températures de surfaces de 21 600 ± 350 K et de 16 380 ± 1 670 K, respectivement.